# Primer ministro de Camerún
El Primer ministro de Camerún es el jefe de gobierno de este país desde su independencia en 1960. El actual primer ministro es Joseph Dion Ngute, que ejerce desde el 4 de enero de 2019.

## Historia
El cargo fue creado el 1 de enero de 1960 cuando Camerún se convirtió en una república independiente de su antigua metrópolis, Francia. El cargo fue ocupado por Ahmadou Ahidjo, que en mayo de 1960 se convirtió en presidente. En 1961 cedió el puesto de primer ministro, quedando, desde entonces, separado del jefe del gobierno. En 1966 se instauró un sistema unipartidista controlado por  la Unión Nacional de Camerún.
Con la creación de la República Federal de Camerún, el país tuvo dos gobiernos: uno para el Camerún Occidental (antiguo mandato británico y unido tras un referéndum) y el Camerún oriental, antigua colonia francesa. Esta situación se mantuvo hasta 1972, cuando el país abandonó el federalismo y se constituyó un solo gobierno.
Una ley de 1979 permitió que el presidente fuera sucedido por el primer ministro, así cuando en 1982  el presidente Ahidjo, aquejado de problemas de salud, dimitió, fue sucedido por su primer ministro Paul Biya. En 1984 fue abolido el cargo de primer ministro, siendo restituido en 1991 con el multipartidismo; desde entonces el cargo ha estado dominado por Movimiento Democrático del Pueblo Camerunés.

## Mandato
El Presidente nombra y cesa al primer ministro (artículo 10). 

## Poderes
El primer ministro es el jefe de gobierno y como tal dirige la política nacional marcada por el presidente (artículo 11). El gobierno es responsable ante la Asamblea Nacional, si bien es cierto, que desde la reforma de 1996 el presidente puede aceptar o no la dimisión de un primer ministro que no haya superado una moción de censura de la cámara (artículo 34).
El presidente delega en el primer ministro los poderes que considere oportunos (artículo 10).

## Lista de primeros ministros  (1960 – )
| Espectro político                                   |
| --------------------------------------------------- |
| Unión Nacional Unión Nacional del Camerún RDPC KNDP |

| Primer ministro                                            | Primer ministro                                            | Primer ministro                                            | Inicio                                                     | Fin                                                        | Partido                                                    | Elecciones                                                 | Presidente | Presidente                 | Presidente |
| ---------------------------------------------------------- | ---------------------------------------------------------- | ---------------------------------------------------------- | ---------------------------------------------------------- | ---------------------------------------------------------- | ---------------------------------------------------------- | ---------------------------------------------------------- | ---------- | -------------------------- | ---------- |
| República de Camerún (1960-1961)                           |                                                            |                                                            |                                                            |                                                            |                                                            |                                                            |            |                            |            |
|                                                            |                                                            | Ahmadou Ahidjo (1924-1989)                                 | 1 de enero de 1960                                         | 15 de mayo de 1960                                         | UN                                                         | Designado por el presidente                                |            | Ahmadou Ahidjo (1960-1982) |            |
|                                                            |                                                            | Charles Assalé (1911-1999)                                 | 15 de mayo de 1960                                         | 1 de octubre de 1961                                       | UN                                                         | Designado por el presidente                                |            | Ahmadou Ahidjo (1960-1982) |            |
| República Federal de Camerún (1961-1972)                   |                                                            |                                                            |                                                            |                                                            |                                                            |                                                            |            |                            |            |
| Camerún Oriental                                           | Camerún Oriental                                           | Camerún Oriental                                           | Camerún Oriental                                           | Camerún Oriental                                           | Camerún Oriental                                           | Camerún Oriental                                           |            | Ahmadou Ahidjo (1960-1982) |            |
|                                                            |                                                            | Charles Assalé (1911-1999)                                 | 1 de octubre de 1961                                       | 19 de junio de 1965                                        | UN                                                         | Designado por el presidente                                |            | Ahmadou Ahidjo (1960-1982) |            |
|                                                            |                                                            | Vincent de Paul Ahanda (1918-1975)                         | 19 de junio de 1965                                        | 20 de noviembre de 1965                                    | UN                                                         | Designado por el presidente                                |            | Ahmadou Ahidjo (1960-1982) |            |
|                                                            |                                                            | Simon Pierre Tchoungui (1916-1997)                         | 20 de noviembre de 1965                                    | 2 de junio de 1972                                         | UNC                                                        | Designado por el presidente                                |            | Ahmadou Ahidjo (1960-1982) |            |
| Camerún Occidental                                         |                                                            |                                                            |                                                            |                                                            |                                                            |                                                            |            | Ahmadou Ahidjo (1960-1982) |            |
|                                                            |                                                            | John Ngu Foncha (1916-1999)                                | 1 de octubre de 1961                                       | 13 de mayo de 1965                                         | KNDP                                                       | Designado por el presidente                                |            | Ahmadou Ahidjo (1960-1982) |            |
|                                                            |                                                            | Augustine Ngom Jua (1929-1977)                             | 13 de mayo de 1965                                         | 11 de noviembre de 1968                                    | UN                                                         | Designado por el presidente                                |            | Ahmadou Ahidjo (1960-1982) |            |
|                                                            |                                                            | Salomon Tandeng Muna (1912-2002)                           | 11 de noviembre de 1968                                    | 2 de junio de 1972                                         | UNC                                                        | Designado por el presidente                                |            | Ahmadou Ahidjo (1960-1982) |            |
| República Unida de Camerún (1972-1984)                     |                                                            |                                                            |                                                            |                                                            |                                                            |                                                            |            |                            |            |
| Puesto abolido (2 de junio de 1972 - 30 de junio de 1975)  | Puesto abolido (2 de junio de 1972 - 30 de junio de 1975)  | Puesto abolido (2 de junio de 1972 - 30 de junio de 1975)  | Puesto abolido (2 de junio de 1972 - 30 de junio de 1975)  | Puesto abolido (2 de junio de 1972 - 30 de junio de 1975)  | Puesto abolido (2 de junio de 1972 - 30 de junio de 1975)  | Puesto abolido (2 de junio de 1972 - 30 de junio de 1975)  |            | Ahmadou Ahidjo (1960-1982) |            |
|                                                            |                                                            | Paul Biya (1933-)                                          | 30 de junio de 1975                                        | 6 de noviembre de 1982                                     | UNC                                                        | Designado por el presidente                                |            | Ahmadou Ahidjo (1960-1982) |            |
|                                                            |                                                            | Bello Bouba Maigari (1947-)                                | 6 de noviembre de 1982                                     | 22 de agosto de 1983                                       | UNC                                                        | Designado por el presidente                                |            | Paul Biya (1982-)          |            |
|                                                            |                                                            | Luc Ayang (1947-)                                          | 22 de agosto de 1983                                       | 25 de enero de 1984                                        | UNC                                                        | Designado por el presidente                                |            | Paul Biya (1982-)          |            |
| República de Camerún (1982-)                               |                                                            |                                                            |                                                            |                                                            |                                                            |                                                            |            |                            |            |
| Puesto abolido (25 de enero de 1985 - 26 de abril de 1991) | Puesto abolido (25 de enero de 1985 - 26 de abril de 1991) | Puesto abolido (25 de enero de 1985 - 26 de abril de 1991) | Puesto abolido (25 de enero de 1985 - 26 de abril de 1991) | Puesto abolido (25 de enero de 1985 - 26 de abril de 1991) | Puesto abolido (25 de enero de 1985 - 26 de abril de 1991) | Puesto abolido (25 de enero de 1985 - 26 de abril de 1991) |            | Paul Biya (1982-)          |            |
|                                                            |                                                            | Sadou Hayatou (1942-2019)                                  | 26 de abril de 1991                                        | 9 de abril de 1992                                         | RDPC                                                       | Designado por el presidente                                |            | Paul Biya (1982-)          |            |
|                                                            |                                                            | Simon Achidi Achu (1934-2021)                              | 9 de abril de 1992                                         | 19 de septiembre de 1996                                   | RDPC                                                       | Designado por el presidente                                |            | Paul Biya (1982-)          |            |
|                                                            |                                                            | Peter Mafany Musonge (1942-)                               | 19 de septiembre de 1996                                   | 8 de diciembre de 2004                                     | RDPC                                                       | Designado por el presidente                                |            | Paul Biya (1982-)          |            |
|                                                            |                                                            | Ephraïm Inoni (1947-)                                      | 8 de diciembre de 2004                                     | 30 de junio de 2009                                        | RDPC                                                       | Designado por el presidente                                |            | Paul Biya (1982-)          |            |
|                                                            |                                                            | Philémon Yang (1947-)                                      | 30 de junio de 2009                                        | 4 de enero de 2019                                         | RDPC                                                       | Designado por el presidente                                |            | Paul Biya (1982-)          |            |
|                                                            |                                                            | Joseph Dion Ngute (1954-)                                  | 4 de enero de 2019                                         | Presente                                                   | RDPC                                                       | Designado por el presidente                                |            | Paul Biya (1982-)          |            |

- Datos: Q17051823
- Multimedia: Prime ministers of Cameroon / Q17051823